# Heinrich Nuhn (Politiker)
Heinrich Nuhn (* 14. Juni 1813 in Niederaula im Landkreis Hersfeld-Rotenburg; † 24. Mai 1884 ebenda) war ein deutscher Bürgermeister und Mitglied der Zweiten Kammer der kurhessischen Ständeversammlung.

## Leben
Heinrich Nuhn war in seinem Heimatort als Bürgermeister tätig, als er 1852 ein Mandat für die Zweiter Kammer der kurhessischen Ständeversammlung erhielt. Er zählte zu den regierungsfreundlichen Abgeordneten und stimmte 1860 gemeinsam (u. a.) mit den Abgeordneten Johann Georg Giebel und Martin Stroh gegen den Rechtsvorbehalt der „Verfassungsmänner“.
Das Parlament wurde nach den Unruhen im Jahre 1830 zum Zweck der Beratung und Verabschiedung einer Verfassung gebildet und hatte bis 1866 Bestand, als das Land Hessen durch Preußen annektiert wurde.
Nuhn blieb bis 1862 in dem Parlament.